# Roald Larsen
Roald Morel Larsen (Oslo, 1º febbraio 1897 – Oslo, 28 luglio 1959) è stato un pattinatore di velocità su ghiaccio norvegese.

## Palmarès

### Olimpiadi invernali
- Argento a Chamonix-Mont-Blanc 1924 nei 1500 metri.
- Argento a Chamonix-Mont-Blanc 1924 nel completo.
- Bronzo a Chamonix-Mont-Blanc 1924 nei 500 metri.
- Bronzo a Chamonix-Mont-Blanc 1924 nei 5000 metri.
- Bronzo a Chamonix-Mont-Blanc 1924 nei 10000 metri.
- Bronzo a Sankt Moritz 1928 nei 500 metri.

### Mondiali
- Oro a Helsinki 1924 nel completo.
- Argento a Kristiania 1922 nel completo.
- Argento a Trondheim 1926 nel completo.
- Bronzo a Oslo 1925 nel completo.

### Europei
- Oro a Kristiania 1924 nel completo.
- Argento a Sankt Moritz 1925 nel completo.
- Bronzo a Hamar 1923 nel completo.
- Bronzo a Oslo 1928 nel completo.
- Bronzo a Davos 1929 nel completo.